# Han Shaogong
Pour les articles homonymes, voir Han.
Dans ce nom chinois, le nom de famille, Han, précède le nom personnel.
Han Shaogong  (chinois traditionnel : 韓少功 ; chinois simplifié : 韩少功 ; pinyin : Hán Shàogōng), né en 1953 à Hunan, est un écrivain chinois. Tout d'abord impliqué dans la littérature d'avant-garde qui émerge en Chine à la fin des années 1970, il écrit ensuite sur les traditions chinoises et la culture traditionnelle. Il remporte le Newman Prize for Chinese Literature (en) en 2011 pour son œuvre A Dictionary of Maqiao (en).

## Biographie
Han est né à Hunan, en Chine en 1953. Lors de la Révolution culturelle, alors qu'il est âgé de 15 ans, il est qualifié de « jeune instruit » par le régime de Mao et déporté dans les campagnes pour subir une rééducation par le travail qui durera six ans. Après 1977 il sera employé dans un centre culturel local. 
Ses premières histoires sont publiées pendant le printemps de Pékin et sont dans le style de la littérature des cicatrices. À travers ces écrits, Han Shaogong dénonce la dégradation ultra-gauchiste de la Chine pendant l'ère Mao. Ses livres sont appréciés du public et à la suite de ce succès Han Shaogong est rapidement considéré comme un nouveau talent littéraire au style moderniste. Au milieu des années 1980 il deviendra le chef de file d'une école littéraire d'avant-garde, la Quête des racines.
Tout en s'appuyant sur la culture traditionnelle chinoise, en particulier la mythologie chinoise, le folklore, le taoïsme et le bouddhisme comme sources d'inspiration, Han Shaogong est un auteur qui emprunte aussi des techniques littéraires occidentales.

## Publications traduites en français
- Pa pa pa, traduit par Noël Dutrait et Hu Sishe, Alinéa, 1990 ; rééd. éditions de l'Aube, 1995
- Séduction ; Foudre ; Visite ; Empreinte humaine, récits traduits par Annie Curien, éditions Philippe Picquier, 1990
- Femme, femme, femme, traduit par Annie Curien, éd. Philippe Picquier, 1991
- L'obsession des chaussures, traduit par Annie Curien, éd. Arcane 17, 1992
- Bruits dans la montagne , traduit par Annie Curien, Gallimard, 2000
- Carne, illustrations de Régine Dupleix, les éd. Sans importance, 2005